# اشرف قاضی
اشرف جهانگیر قاضی متولد ۱۹۴۲) یک سیاستمدار پاکستانی از قوم هزاره است که چندین وظیفه ملی و بین‌المللی از جمله در سازمان ملل داشته‌است. او سفیر پاکستان در کشورهای ایالات متحده، روسیه، چین، هند، آلمان، عراق، سوریه و سازمان ملل متحد بوده‌است.

## زندگی‌نامه
اشرف قاضی متولد ۱۹۴۲ در اسلام‌آباد، پاکستان از پدر هزاره، قاضی محمد موسی، و مادر ایرلندی، جنیفر موسی متولد شده‌است.